# 巨勢郎女
巨勢郎女（こせのいらつめ、生没年不詳）は巨勢比等の娘。大伴安麻呂の妻、田主の母。旅人の母であるとも考えられている。

## 記録
『万葉集』の題詞に、「即ち近江朝の大納言巨勢人卿の女なり」とあり、同じく『万葉集』の石川郎女が大伴田主に贈る歌の題詞に「母を巨勢朝臣といふ」とあるのが唯一の史料である。
天武天皇元年（672年）、壬申の乱後、近江朝廷の大納言であった父巨勢比等は子孫と共に配流。この中に巨勢郎女が含まれていたかどうか不明。
大伴安麻呂が巨勢郎女を求婚した時の和歌と、それに巨勢郎女が応答した際の和歌が、以下のように残されている。
なお、大伴氏と巨勢氏は、壬申の乱においては敵対関係であった。